# Орбелян, Константин Агапаронович
Константи́н Агапаро́нович Орбеля́н (арм. Կոնստանտին Օրբելյան; 29 июля 1928 — 24 апреля 2014) — советский и армянский пианист, дирижёр, композитор, музыкально-общественный деятель. Народный артист СССР (1979).

## Биография
Константин Орбелян родился 29 июля 1928 года в Армавире (по другим данным в Баку) в семье потомков армянской княжеской династии Орбелян, правителей Сюника.
Уже в раннем детстве у него проявились музыкальные способности и он поступил в школу для одарённых детей при Бакинской консерватории, но после того как в 1936 году были репрессированы его родители, был исключён из этой школы и вынужден подрабатывать пианистом в Бакинском институте физкультуры и спортивном обществе «Буревестник».
В 1942 году его взяли пианистом и аккордеонистом в военный оркестр 8-го истребительного авиационного корпуса ПВО. В 1943 году, во время гастролей в Ереване на талантливого музыканта обратил внимание руководитель эстрадного оркестра Армении Артемий Айвазян и пригласил в свой коллектив, где с 1943 по 1952 годы он работал сначала в качестве пианиста, а потом дирижёра.
С 1945 года начинает пробовать себя как композитор. Для оркестра делает обработки народных песен и сочиняет свои, первая из которых — «Колыбельная».
В 1952 году поступил в Музыкальное училище имени Р. О. Меликяна (ныне Ереванский государственный музыкальный колледж им. Р. Меликяна), учёбу в котором совмещал с работой концертмейстера в Ереванском театре оперы и балета.
В 1954 году с отличием окончил училище и поступил в Ереванскую консерваторию (окончил в 1961 году по классу композиции у Э. М. Мирзояна).
В 1954 году организовал на радио инструментальный квинтет.
В 1956 году был назначен дирижёром и художественным руководителем Государственного эстрадного оркестра Армении и проработав в этой должности 36 лет, вывел его в число ведущих джазовых коллективов СССР. С оркестром гастролировал более чем в 40 странах мира.
Неоднократно приглашался в качестве члена жюри на международные джазовые конкурсы.

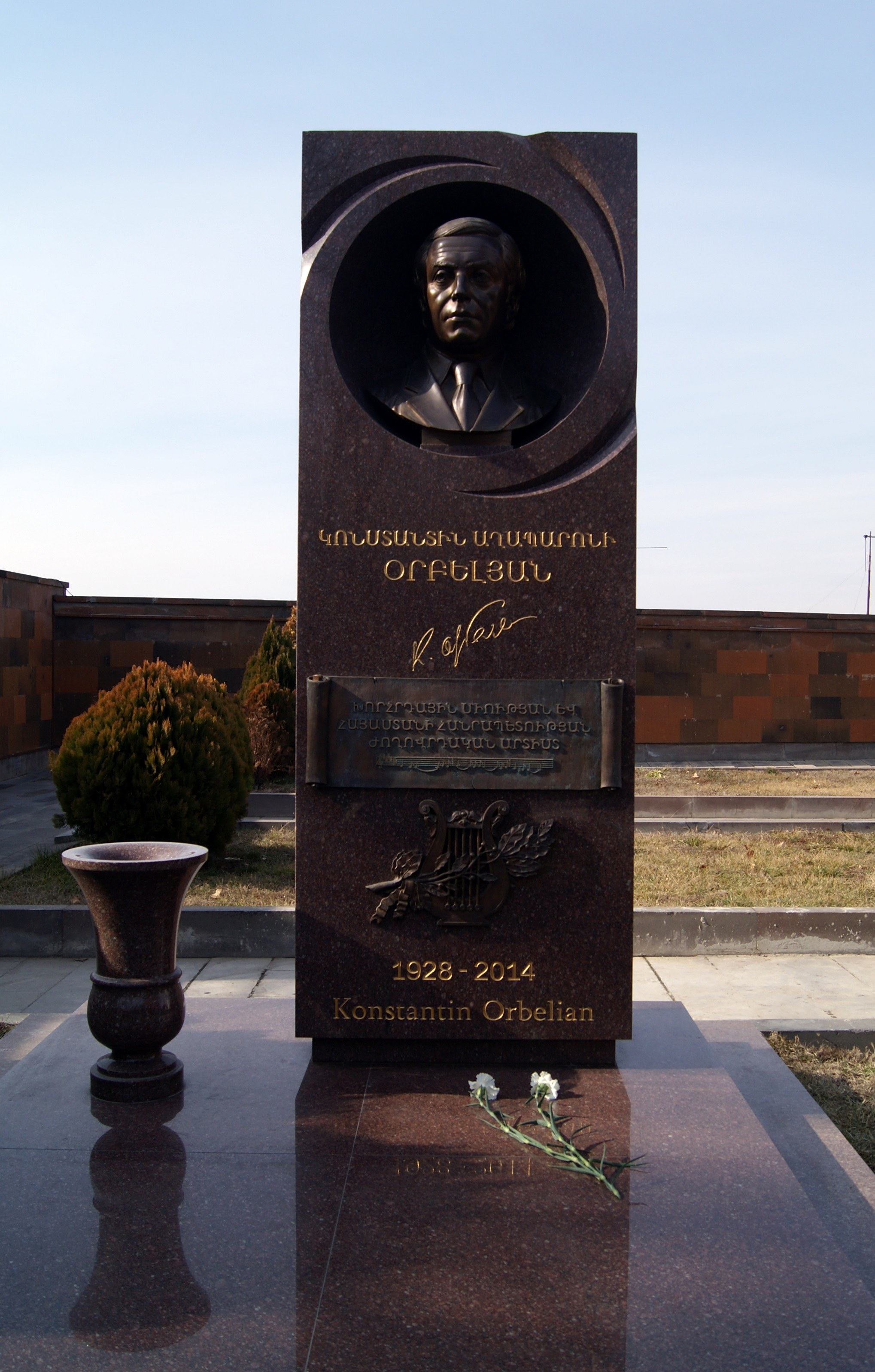

Как композитор сочетает работу в жанрах современной классической и «легкой» музыки. Его симфонические и камерные произведения, музыка для театра и кино, песни и джазовая музыка получили широкое общественное признание, отмечены высокими международными премиями. Композитор активно и плодотворно работает также в жанре национально-патриотической музыки.
Член Союза кинематографистов Армянской ССР.
Член КПСС с 1961 года.
В 1992 году Константин Орбелян уехал в США. Жил и работал в Лос-Анджелесе.
Скончался 24 апреля 2014 года в Лос-Анджелесе. Прощание в Ереване прошло 11 мая. Похоронен в пантеоне парка имени Комитаса.

### Семья
- Отец — Орбелян Агапарон Султанович (1892—1938), председатель выездной коллегии Верховного суда Азербайджана, репрессирован.
- Мать — Атарбекова София Михайловна (1900—1991)
- Брат — Орбелян Гарри (Гарегин) Агапаронович (1920—2007), вице-президент по внешнеэкономическим связям Торговой палаты Сан-Франциско, глава совета по международной торговле в Сан-Франциско.
- Племянник — дирижёр Константин Гарриевич Орбелян

## Участие в музыкальных союзах и обществах
- Член Союза композиторов СССР (с 1956)
- Член правления Союза композиторов СССР (с 1968)
- Секретарь правления Союза композиторов Армении (с 1983)
- Председатель Совета по эстрадной музыке Госконцерта СССР (с 1987)
- Секретарь Ассоциации мастеров эстрадного искусства
- Вице-президент правления Всесоюзного музыкального общества
- Член Художественного совета по эстраде Министерства культуры СССР
- Член президиума Калифорнийской международной академии наук, образования, индустрии и искусств.

## Звания и награды
- Народный артист Армянской ССР (1974)
- Народный артист СССР (1979)
- Орден Дружбы народов (1990)
- Орден «Знак Почёта» (1964)
- Медаль «За трудовое отличие» (1956)
- Орден Святого Месропа Маштоца (Армения, 2003)
- Орден Почёта (Армения, 18 сентября 2012) — по случаю 21-й годовщины провозглашения независимости Республики Армения, за значительный вклад в развитие музыки и творческие достижения[8]
- Орден «Месроп Маштоц» (непризнанная НКР, 2009)
- Орден «Кирилл и Мефодий» (НРБ, 1976)
- Золотой Крест Союза армян России (2006) — за огромный вклад в пропаганду армянского музыкального искусства, укрепление дружбы и сотрудничества в области культуры между армянским и русским народами, ознакомление мировой общественности с Арменией и её музыкальной культурой[9]
- Большая медаль имени А. Эйнштейна (Сан-Франциско, 1996)
- Золотая медаль VI Всемирного фестиваля молодёжи и студентов (Москва, 1957)
- Премия Всесоюзного фестиваля-конкурса молодых композиторов (Москва, 1962)
- Лауреат многочисленных всесоюзных и международных конкурсов
- Почётный профессор Ереванской государственной консерватории имени Комитаса
- Почётный гражданин Гориса
- Почётный гражданин Еревана (2008).

## Избранные музыкальные произведения

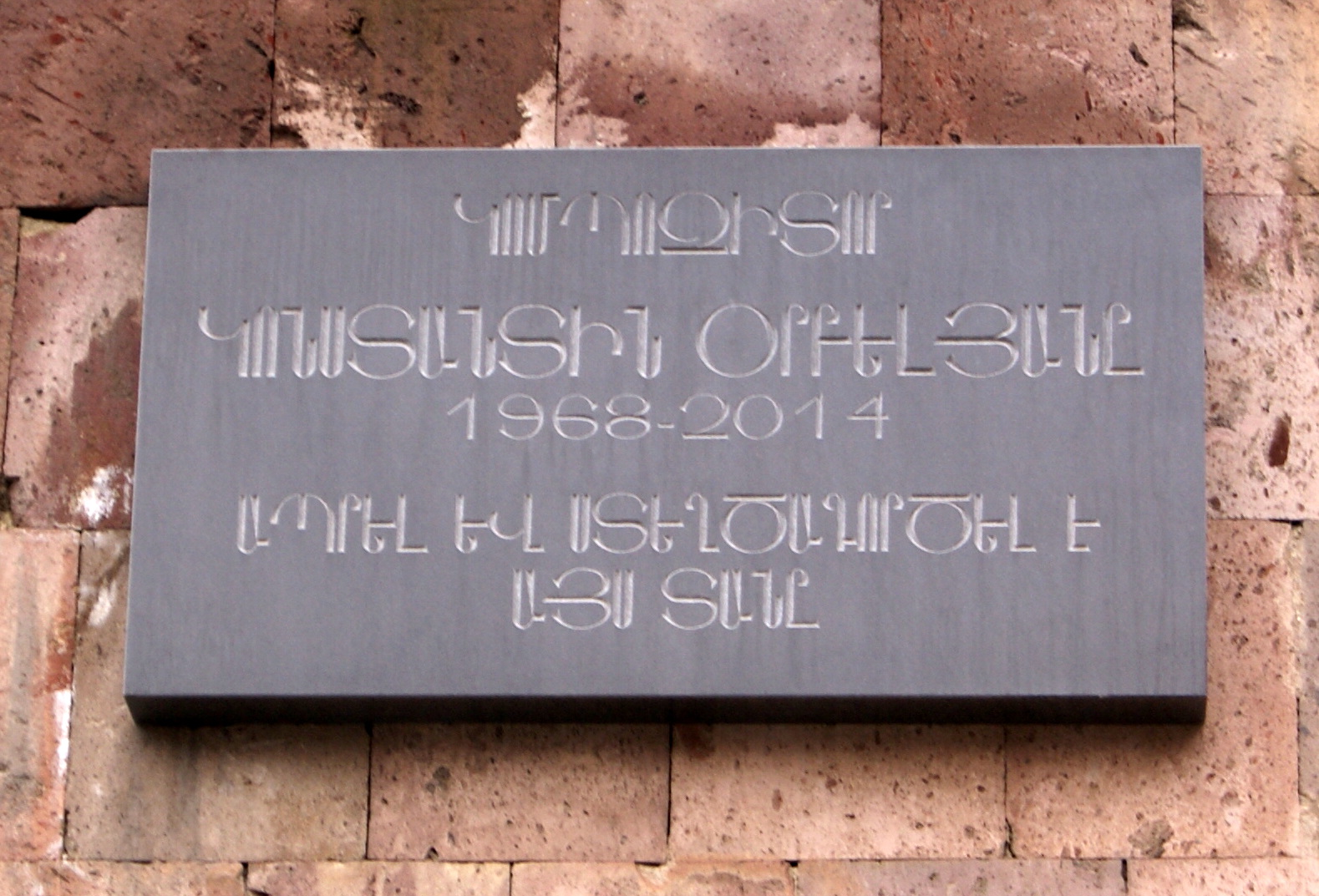
Мемориальная доска в Еревена. Ул. Дереника Демирчяна

- Балетные миниатюры — «В полет» (1956), «Памятник» (1955), «Мы за мир»
- Струнный квартет (1956)
- Пьесы «Дилижан», «Концертный джаз-марш» для эстрадного оркестра (1956)
- Симфония (1961)
- «Полифонический прелюд» для 4 тромбонов и альт-саксофона (1967)
- «Праздничная увертюра» для симфонического оркестра (1968)
- Балет «Бессмертие» (хореографическая симфония) (1969)
- Поэма «Зангезур» для симфонического оркестра (1973)
- «Рассвет над Севаном», «Приезжайте в Зангезур» (композиции в армянском стиле, 1981)
- «Москва Олимпийская» (1980), «Сновидение» (импрессионистский джаз, 1982)
- «Вокализ» (др. название «Вариации для голоса с оркестром», 1982) (джазовая композиция в стиле «би-боп»)
- «Реактивный двигатель» (американский «горячий джаз», 1986)
- Песни — «Сто часов счастья», «Шум берез», «Аревик», «Галис эс», «Люблю тебя, моя Москва», «Мой Ереван», «Ереванская мелодия», «Ереван и весна в моём сердце», «Мне и верится и не верится», «Мир влюбленный и танцующий», «Петь — значит жить», «Спасибо жизни», «Любовь не стареет», «Ты не тот, кто нужен мне», «Помните!», «Сурб Айреник», «Арцах-Ашхар», «Парк мер азгутян», «Отарутюн» и др.
- Джазовые обработки песен (в том числе «Гарун Ереван», «Танец с саблями» А. Хачатуряна).

## Музыка к фильмам
- 1956 — «Сердце поёт» (совм. с А. Г. Арутюняном)
- 1959 — «Прыжок через пропасть»
- 1962 — «Кольца славы»
- 1963 — «Путь на арену»
- 1970 — «2-Леонид-2»